# Karasjeszenő
Karasjeszenő (szerbül Јасеново / Jasenovo, németül Jasenau) település a Dél-bánsági körzetben, a fehértemplomi községben.

## Fekvése
A Karas bal partján, Fehértemplomtól északnyugatra fekvő település.

## Története
Karasjeszenő, előző nevén Jaszenova település története csak a török hódoltság utolsó éveitől ismert, ekkor már lakott helyként volt említve.
1717-ben az összeírások szerint a palánkai kerület községei közé 110 házzal volt felvéve. Gróf Mercy 1723-1325-ös térképén Jesenova néven, az újpalánkai kerületben volt feltüntetve.
1770-ben Mária Terézia rendeletére a szerb határőrezrednek adták át, majd 1873-ban, a katonai határőrvidék feloszlatása után, Temes vármegyéhez csatolták.
1910-ben 2201 lakosából 143 fő magyar, 180 fő német, 1805 fő szerb 25 fő román, 6 fő szlovák, 2 fő horvát, 51 fő egyéb (legnagyobbrészt cigányok) anyanyelvűnek vallotta magát. Ebből 305 fő római katolikus, 16 fő görögkatolikus, 11 fő református, 15 fő ág. hitv. evangélikus, 1865 fő görögkeleti ortodox vallású volt. Írni és olvasni 1280 fő tudott. A lakosok közül 454-en tudtak magyarul.
A trianoni békeszerződés előtt Temes vármegye Fehértemplomi járásához tartozott.

## Népesség

### Demográfiai változások
| 1948 | 1953 | 1961 | 1971 | 1981 | 1991 | 2002 | 2011           |
| ---- | ---- | ---- | ---- | ---- | ---- | ---- | -------------- |
| 2030 | 2159 | 2333 | 2108 | 2062 | 1927 | 1446 | 1446 fő (2002) |

## Híres emberek
- Itt született 1816. március 13-án Đorđe Maletić szerb költő, műfordító, politikus

## Jegyzetek

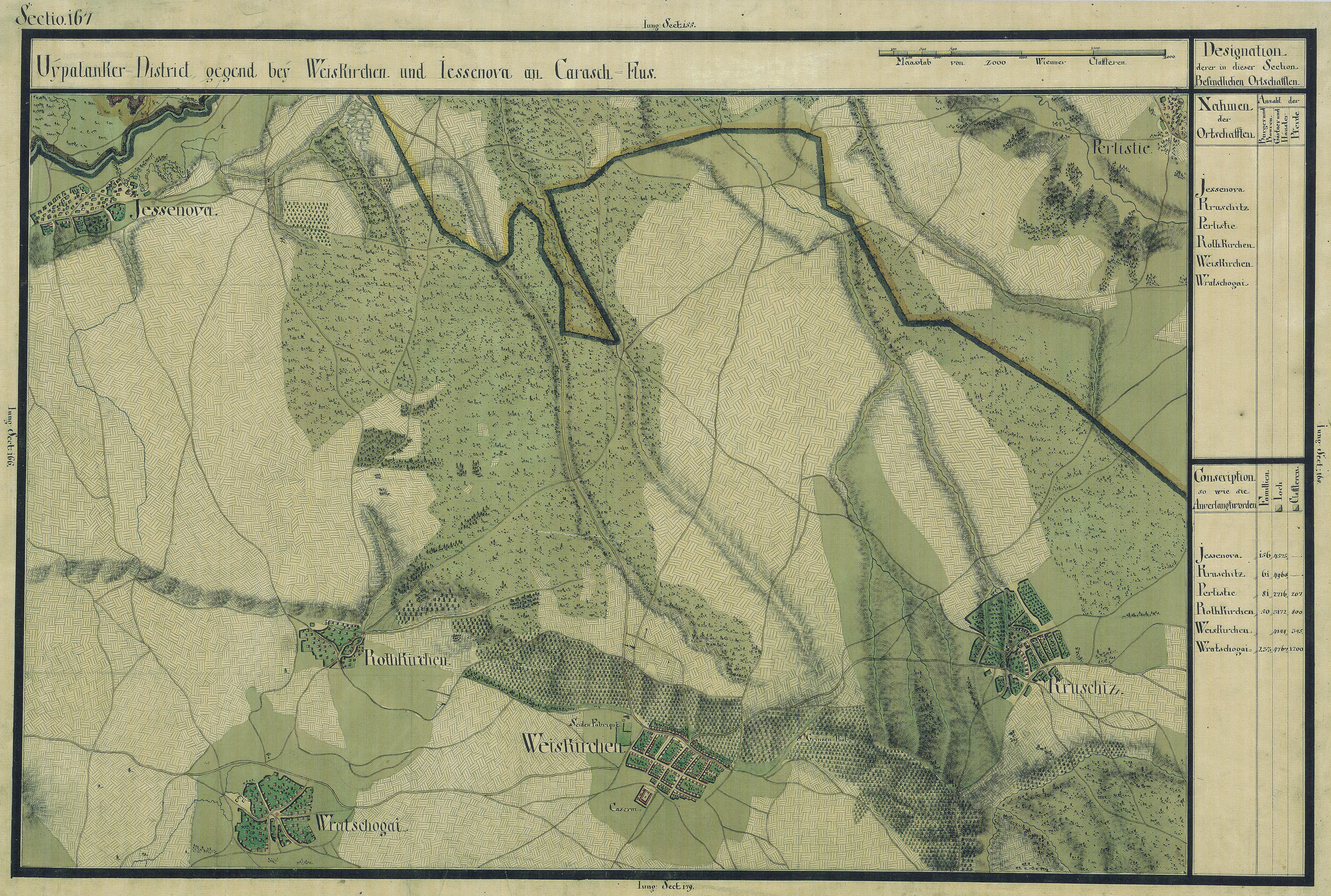
Karasjeszenő környéke 1769-72 között